# Miejscowości Wysp Kokosowych
Według danych oficjalnych pochodzących z 2011 roku Wyspy Kokosowe (terytorium zależne Australii) posiadały ponad 2 miejscowości o ludności przekraczającej 100 mieszkańców. Stolica West Island nie jest największą miejscowością wysp, liczyła ponad 100 mieszkańców, miejscowość Bantam Village ma powyżej 400 mieszkańców.

## Największe miejscowości na Wyspach Kokosowych
Największe miejscowości na Wyspach Kokosowych według liczebności mieszkańców (stan na 09.08.2011):
| L.p. | Miasto         | Wyspa       | Liczba ludności |
| ---- | -------------- | ----------- | --------------- |
| 1.   | Bantam Village | Home Island | 421             |
| 2.   | West Island    | West Island | 133             |

## Alfabetyczna lista miejscowości na Wyspach Kokosowych
Spis miejscowości Wysp Kokosowych powyżej 100 mieszkańców według danych szacunkowych z 2011 roku:
- Bantam Village
- West Island